# Maurice-Augustin Bizard
Pour les articles homonymes, voir Bizard.
Maurice-Augustin Bizard, né à Saumur le 5 février 1781 et mort le 4 juillet 1848 à Angers, est un magistrat et homme politique français.

## Biographie
Issu d'une famille de magistrats de pères et fils depuis une quinzaine de générations, Maurice-Augustin Bizard est le fils de  Maurice Bizard (1726-1804), avocat, échevin puis maire de Saumur, député du tiers état aux États généraux, et à l'Assemblée constituante, et le neveu de Louis-Charles-César Maupassant. Il épouse Jeanne Louise Victoire Maigrot, fille de François Simon Maigrot, avocat en parlement, et de Suzanne Victoire Guille-Desbuttes.
Après son droit, il entre dans la carrière de la magistrature en 1806, est nommé juge en 1809, substitut du procureur général à Angers en 1811, et conseiller à la même cour en 1812. 
En 1815, il est élu membre de l'Assemblée nationale, du 16 mai 1815 au 13 juillet 1815, lors des Cent-Jours du retour de Napoléon Ier. Plus jeune de la Chambre, il doit prononcer, à ce titre, le discours solennel du Champ de mai, mais la faiblesse de sa voix le fait suppléer dans cette mission. 
Un décret royal en date du 1er juillet 1818 le confirme dans le poste de conseiller à la cour.
Il est fait chevalier de la Légion d'honneur.
Il meurt le 4 juillet 1848 à Angers.

## Sources
1. ↑  B Blordier-Langlois, Angers et le département de Maine et Loire de 1787 à 1830, Éditions Victor Pavie, Angers : 1837
2. ↑  http://www.assembleenationale.fr/sycomore/fiche.asp?num_dept=16196